# Mi rubi l'anima
Mi rubi l'anima è un brano musicale della cantante italiana Laura Pausini eseguito in duetto con il cantante Raf.
È il 3º singolo estratto solo in Francia nel 1993 dall'album Laura Pausini.

## Il brano
La musica è composta da Angelo Valsiglio e Pietro Cremonesi; il testo è scritto da Federico Cavalli.
Il brano in Italia non viene estratto come singolo.
Il brano viene trasmesso in radio in Francia; non viene realizzato il videoclip.
La canzone non viene tradotta in lingua spagnola.

## Tracce
CDS - Promo DG179C Warner Music Spagna
1. La solitudine
2. Mi rubi l'anima
3. Anni miei

Download digitale
1. Mi rubi l'anima (con Raf)

## Pubblicazioni
Mi rubi l'anima viene inserita anche nel DVD Live 2001-2002 World Tour del 2002  in versione solista Live (video) e nell'album Live in Paris 05 del 2005 (Medley audio e video).

## Interpretazioni dal vivo
Il 18 maggio 2014 Laura Pausini esegue il brano Mi rubi l'anima in versione live per la prima volta in duetto con Raf al Teatro antico di Taormina (trasmesso in tv su Rai 1 il 20 maggio con il titolo Stasera Laura: ho creduto in un sogno), tappa del The Greatest Hits World Tour 2013-2015.